# Contea di Berkeley (Virginia Occidentale)
La contea di Berkeley ( in inglese Berkeley County ) è una contea dello Stato della Virginia Occidentale, negli Stati Uniti. La popolazione al censimento del 2000 era di 75 905 abitanti. Si trova nel panhandle orientale dello stato e il capoluogo di contea è Martinsburg.